# Nummo

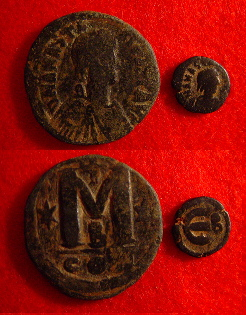
Nummos de Anastasio I (Imperio romano tardío) con valores de 40 nummi (o follis) y de 5 nummi (o pentanummium).

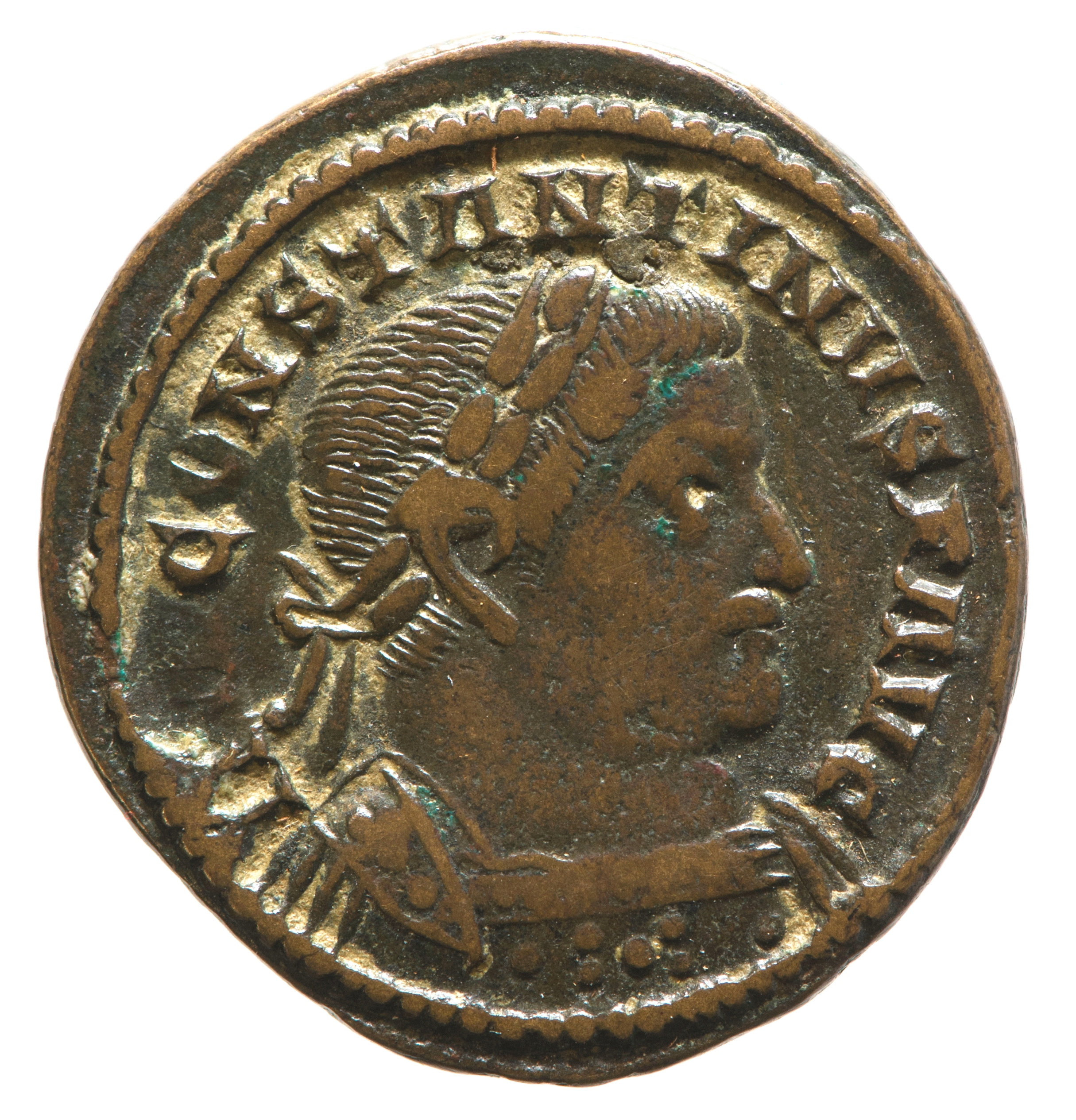
Nummo de Constantino el Grande.

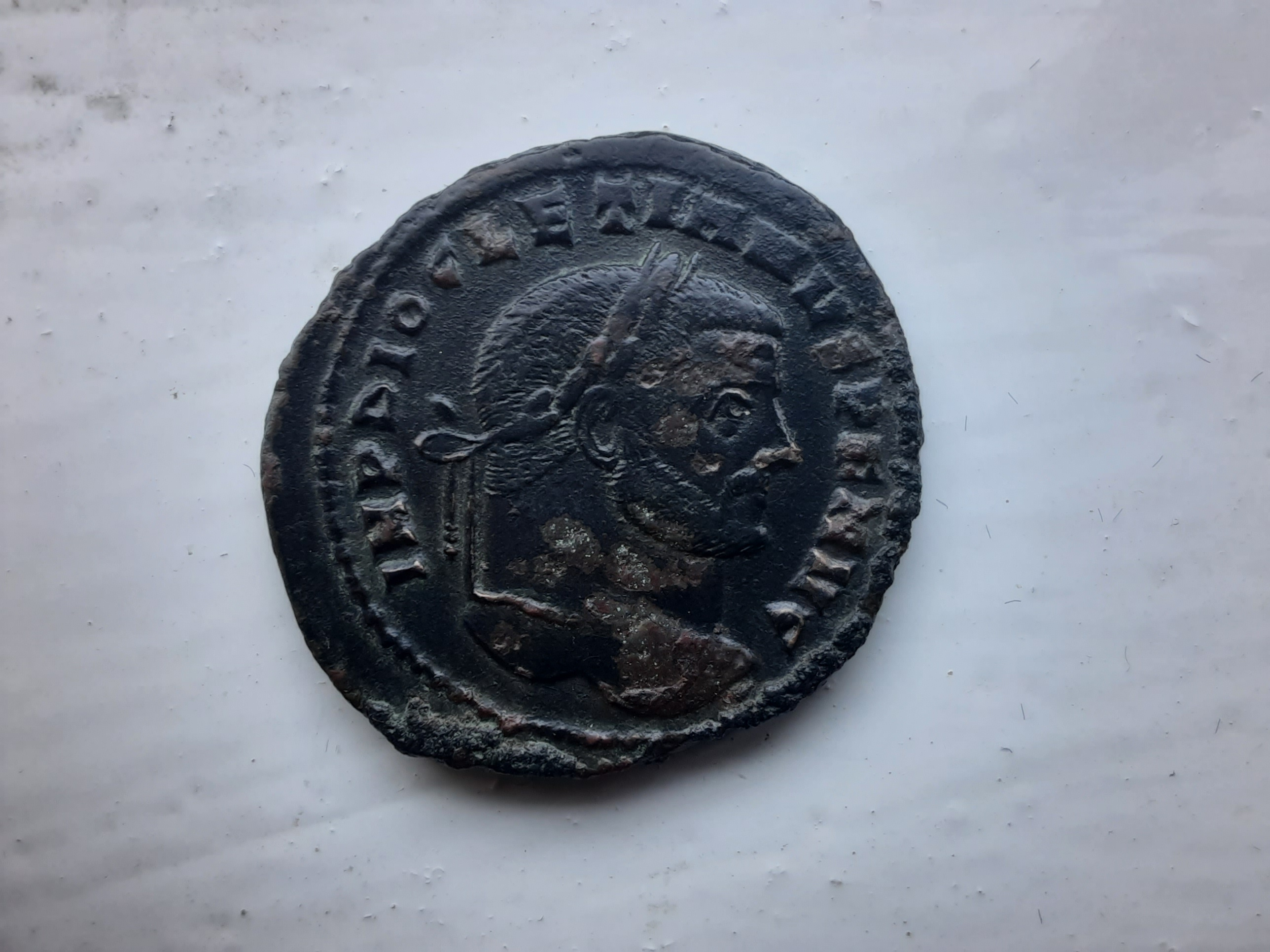
Nummo de Diocleciano acuñado en Cartago.

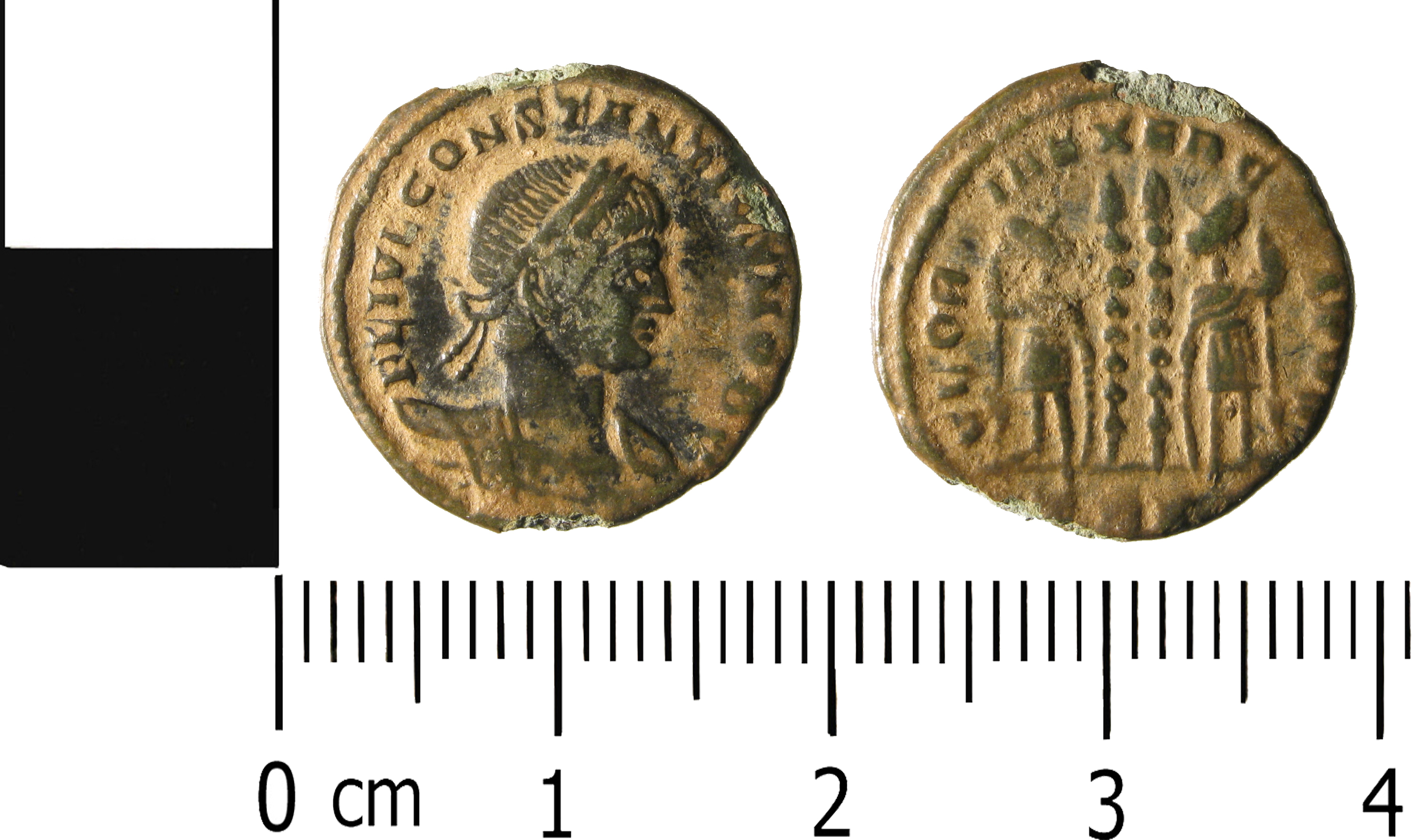
Nummo de Constancio II, acuñado en Tréveris (330-335). Anverso: FL IVL CONSTANTIVS NOB C. Reverso: GLORIA EXERCITUS.

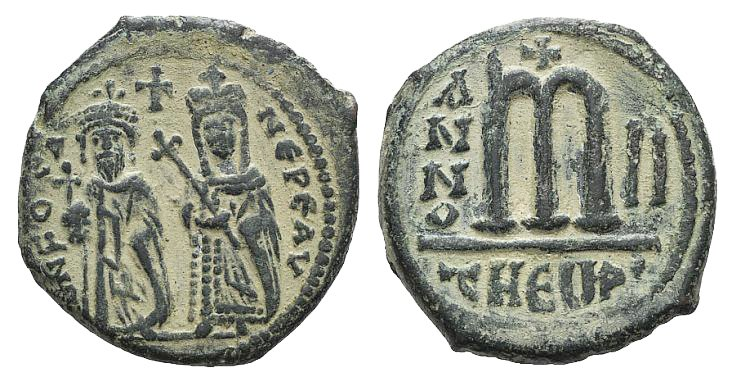
Moneda bizantina de 40 nummi (follis) con Focas y su consorte Leoncia, con la característica marca de valor 'M' en su reverso.

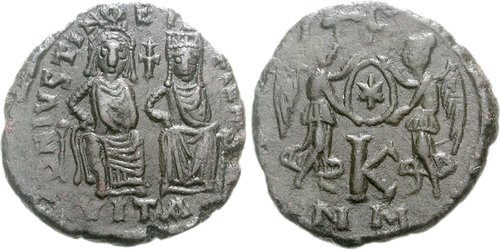
Moneda bizantina de cobre de 20 nummi (medio follis), acuñada en Cartago c. 574-577, con Justino II (565-578) y su consorte Sofía. Lleva la marca de valor "K" en el reverso. Anverso: D N IVSTINO ET [SO]FIE A[V] VITA. 9,66 gramos.

El nummo o numo (latín: nummus; plural: nummi) es un término que designa varias monedas de la Antigüedad clásica. Procede del griego dórico noummos (νοῦμμος; griego clásico: νόμος, nómos). En numismática, se emplea más comúnmente como término genérico para varias monedas de cobre de bajo valor emitidas por los imperios romanos y bizantino durante la Antigüedad tardía.
También aparecen formas del término nummus en diversos nombres científicos y en terminología médica para designar especies, estructuras y trastornos con forma de moneda.

## Historia
Originalmente se refería a un estilo específico de moneda utilizada en el sur de Italia de habla griega, posteriormente, el término nummo llegó a ser utilizado por la República tardía para todas las monedas en general y en particular como sinónimo del sestercio, entonces la unidad de cuenta estándar romana, y luego en la Antigüedad tardía como el nombre formal de follis. 
Hacia 294, durante la Tetrarquía, apareció una nueva moneda de bronce de gran tamaño, de unos 10 gramos de peso y 30 mm de diámetro. Al parecer, su nombre oficial era nummus, aunque hasta hace poco se conocía entre los numismáticos como follis.
En la actualidad, el término nummo (nummus) se aplica únicamente a las emisiones bizantinas de los siglos V y VII. Se trataba de monedas pequeñas y mal acuñadas, de menos de 1 gramo de peso, que constituían la denominación más baja de la acuñación bizantina. Se valoraban oficialmente en 1⁄7200 del sólido de oro, pero lo más habitual era que se valoraran en 1⁄6000 o 1⁄12000. El nummo solía mostrar el perfil del emperador bizantino reinante en el anverso y el monograma imperial bizantino en el reverso, aunque algunas monedas del emperador Justiniano I (r. 527-565) muestran su valor numérico mediante el número griego "A" en su lugar.
En 498, el emperador Anastasio I (r. 491-518) reformó la acuñación de moneda (llevada a cabo por el comes sacrarum largitionum Juan el Paflagoniano) introduciendo múltiplos del nummus, con denominaciones de 40 nummi, también conocidos como follis, 20 nummi (semifollis), 10 nummi (griego: δεκανούμμιον, decanummium). Estos también estaban marcados con numerales griegos que representaban su valor: "M" para el follis, "K" para el semifollis e "I" para el decanummium. Por otra parte, parece que se interrumpió la emisión de los nummus simples. En 513, se duplicó el peso de estas monedas, se introdujo el pentanummium (en griego: πεντανούμμιον, moneda de 5 nummi marcada con una "E") y se reanudó la acuñación de los nummi simples.
En 538-539, el emperador Justiniano I introdujo nuevos cambios en el follis de 40 nummi, aumentando su peso a 25 gramos. En 541-542 se redujo de nuevo a 22,5 gramos, y así sucesivamente hasta finales de siglo. En esta época, se introdujo una nueva moneda de 30 nummi (marcada con "Λ" o "XXX"), aunque el follis sencillo había dejado de acuñarse en Constantinopla. Sin embargo, sobrevivió en el exarcado de Cartago hasta bien entrado el siglo VII a. C.. Durante el siglo VII a. C., las sucesivas crisis militares y financieras provocaron una mayor reducción del peso y un marcado deterioro de la calidad de las monedas de bronce. En tiempos del emperador Constancio II (r. 641-668), un follis pesaba sólo 3 gramos. En consecuencia, las denominaciones inferiores al semifollis fueron prácticamente inacuñables y abandonadas. A partir de entonces, el término nummus se mantuvo en uso como unidad nocional para 1⁄6000 del sólido, y en el uso coloquial para "calderilla".

### Otros nummos
Independientemente, también existían monedas de plata y de oro que llevaban en su denominación latina el término nummus:
- Al de plata le llamaban nummus argenteus, bigatus o quadrigatus según la efigie que había en el reverso de su cuño que era un carro con dos caballos de frente (bigatus) o con 4 (quadrigatus): valió 10 ases de cobre y luego se aumentó a 16 y equivalía a unos 10 sueldos torneses.
- Al de oro le llamaron nummus aureus: valió 10 de los de plata y luego aumentó hasta 25 o 100 sestercios y equivalía a unos 25 sueldos torneses.

Pueblos como los vándalos, ostrogodos o francos, también hicieron acuñaciones de monedas de bronce, múltiplos del nummo, durante los siglos  V y  VI, utilizando en este caso los numerales latinos para representar su valor.